# Tour de France 1963
Le Tour de France 1963 est la 50e édition du Tour de France, course cycliste qui s'est déroulée du 23 juin au 14 juillet 1963 sur 21 étapes pour 4 137 km. Pour la 50e édition et les 60 ans de l’épreuve, les 130 engagés ont droit à un départ très solennel devant l'hôtel de ville de Paris. La course débute réellement à Nogent-sur-Marne et se termine à Paris au vélodrome du Parc des Princes. Jacques Anquetil y remporte son quatrième succès dans l'épreuve en devançant les Espagnols Federico Bahamontes et José Pérez Francés. C'est la victoire la plus aboutie pour « Maître Jacques » qui gagne notamment deux étapes de montagne à Bagnères-de-Bigorre et à Chamonix. Raymond Poulidor quant à lui, a dû se contenter d'une modeste huitième place.

## Généralités
- Pour sa 50e édition, le Tour part à nouveau de Paris. Le départ réel est donné à Nogent-sur-Marne.
- 13 formations de 10 coureurs prennent le départ. Seule une formation arrivera complète à Paris.
- 4 victoires d'étapes pour Rik Van Looy qui remporte le maillot vert.
- 4 victoires d'étapes également pour Jacques Anquetil.
- L'équipe IBAC-MOLTENI est une équipe constituée pour ce Tour de France et est composée du dossard 91 à 95 de coureurs de l'équipe IBAC et du dossard 96 à 100 de coureurs MOLTENI.
- La formation WIEL'S-GROENE LEEUW compte deux coureurs homonymes : Gilbert Desmet et Gilbert De Smet. Un autre Desmet, prénom Armand fait partie de la formation FAEMA-FLANDRIA.
- À l'arrivée au vélodrome du Parc des Princes, Jacques Anquetil se fait ovationner tandis que Raymond Poulidor se fait siffler par un public déçu de sa 8e place.
- Vitesse moyenne du vainqueur : 37,092 km/h.

## Résumé de la course
Le Tour fête sa 50e édition et ses 60 ans. Les organisateurs ont décidé de contrecarrer la domination de Jacques Anquetil dans les grands tours en ne proposant que 79 km contre-la-montre et des arrivées près du dernier col franchi.
Disputé sous une météo morose, très bien conseillé par Raphaël Géminiani, Anquetil jugule les assauts de Raymond Poulidor et surtout de Federico Bahamontes dans les Pyrénées. Le Normand domine dans les Alpes et s'impose au Parc des Princes après avoir remporté deux étapes de montagne et les chronos de l'épreuve. C'est sa plus belle victoire. À l'issue du Tour, Anquetil déclare qu'il orientera sa saison 1964 sur le Giro.

## Étapes
| Étape,       | Date        | Villes étapes                                  |                              | Distance (km)    | Vainqueur d’étape        | Leader du classement général |
| ------------ | ----------- | ---------------------------------------------- | ---------------------------- | ---------------- | ------------------------ | ---------------------------- |
| 1re étape    | 23 juin     | Paris - Nogent-sur-Marne – Épernay - Champagne | Étape de plaine              | 152,5            | Eddy Pauwels             | Eddy Pauwels                 |
| 2e étape (a) | 24 juin     | Reims - Champagne – Jambes (BEL)               | Étape de plaine              | 185,5            | Rik Van Looy             | Eddy Pauwels                 |
| 2e étape (b) | 24 juin     | Jambes (BEL) – Jambes (BEL)                    | Contre-la-montre par équipes | 21,6             | Pelforth-Sauvage-Lejeune | Eddy Pauwels                 |
| 3e étape     | 25 juin     | Jambes (BEL) – Roubaix                         | Étape de plaine              | 223,5            | Seamus Elliott           | Seamus Elliott               |
| 4e étape     | 26 juin     | Roubaix – Rouen                                | Étape de plaine              | 235,5            | Frans Melckenbeeck       | Seamus Elliott               |
| 5e étape     | 27 juin     | Rouen – Rennes                                 | Étape de plaine              | 285              | Antonio Bailetti         | Seamus Elliott               |
| 6e étape (a) | 28 juin     | Rennes – Angers                                | Étape de plaine              | 118,5            | Roger de Breuker         | Seamus Elliott               |
| 6e étape (b) | 28 juin     | Angers – Angers                                | Contre-la-montre individuel  | 24,5             | Jacques Anquetil         | Gilbert Desmet               |
| 7e étape     | 29 juin     | Angers – Limoges                               | Étape de plaine              | 236              | Jan Janssen              | Gilbert Desmet               |
| 8e étape     | 30 juin     | Limoges – Bordeaux                             | Étape de plaine              | 231,5            | Rik Van Looy             | Gilbert Desmet               |
| 9e étape     | 1er juillet | Bordeaux – Pau                                 | Étape de plaine              | 202              | Pino Cerami              | Gilbert Desmet               |
| 10e étape    | 2 juillet   | Pau – Bagnères-de-Bigorre                      | Étape de montagne            | 148,5            | Jacques Anquetil         | Gilbert Desmet               |
| 11e étape    | 3 juillet   | Bagnères-de-Bigorre – Luchon                   | Étape de montagne            | 131              | Guy Ignolin              | Gilbert Desmet               |
| 12e étape    | 4 juillet   | Luchon – Toulouse                              | Étape de montagne            | 207,5            | André Darrigade          | Gilbert Desmet               |
| 13e étape    | 5 juillet   | Toulouse – Aurillac                            | Étape de plaine              | 234              | Rik Van Looy             | Gilbert Desmet               |
|              | 6 juillet   | Aurillac                                       | Jour de repos                | Journée de repos | Journée de repos         | Journée de repos             |
| 14e étape    | 7 juillet   | Aurillac – Saint-Étienne                       | Étape de plaine              | 236,5            | Guy Ignolin              | Gilbert Desmet               |
| 15e étape    | 8 juillet   | Saint-Étienne – Grenoble                       | Étape de montagne            | 174              | Federico Bahamontes      | Gilbert Desmet               |
| 16e étape    | 9 juillet   | Grenoble – Val-d'Isère                         | Étape de montagne            | 202              | Fernando Manzaneque      | Federico Bahamontes          |
| 17e étape    | 10 juillet  | Val-d'Isère – Chamonix                         | Étape de montagne            | 227,5            | Jacques Anquetil         | Jacques Anquetil             |
| 18e étape    | 11 juillet  | Chamonix – Lons-le-Saunier                     | Étape de montagne            | 225              | Frans Brands             | Jacques Anquetil             |
| 19e étape    | 12 juillet  | Arbois – Besançon                              | Contre-la-montre individuel  | 54,5             | Jacques Anquetil         | Jacques Anquetil             |
| 20e étape    | 13 juillet  | Besançon – Troyes                              | Étape de plaine              | 233,5            | Roger de Breuker         | Jacques Anquetil             |
| 21e étape    | 14 juillet  | Troyes – Paris - Parc des Princes              | Étape de plaine              | 185,5            | Rik Van Looy             | Jacques Anquetil             |

## Classements

### Classement général final
| Classement général | Classement général  | Classement général   | Classement général       | Classement général  |
|                    | Coureur             | Pays                 | Équipe                   | Temps               |
| ------------------ | ------------------- | -------------------- | ------------------------ | ------------------- |
| 1er                | Jacques Anquetil    | France               | Saint-Raphaël-Gitane     | en 113 h 30 min 5 s |
| 2e                 | Federico Bahamontes | Espagne              | Margnat-Paloma-Dunlop    | + 3 min 35 s        |
| 3e                 | José Pérez Francés  | Espagne              | Ferrys                   | + 10 min 14 s       |
| 4e                 | Jean-Claude Lebaube | France               | Saint-Raphaël-Gitane     | + 11 min 55 s       |
| 5e                 | Armand Desmet       | Belgique             | Faema-Flandria           | + 15 min 0 s        |
| 6e                 | Angelino Soler      | Espagne              | Faema-Flandria           | + 15 min 4 s        |
| 7e                 | Renzo Fontona       | Italie               | I.B.A.C. / Molteni       | + 15 min 27 s       |
| 8e                 | Raymond Poulidor    | France               | Mercier-BP-Hutchinson    | + 16 min 46 s       |
| 9e                 | Hans Junkermann     | Allemagne de l'Ouest | Wiel's-Groene Leeuw      | + 18 min 53 s       |
| 10e                | Rik Van Looy        | Belgique             | G.B.C.-Libertas          | + 19 min 24 s       |
| 11e                | Henry Anglade       | France               | Pelforth-Sauvage-Lejeune | + 21 min 39 s       |
| 12e                | Fernando Manzaneque | Espagne              | Ferrys                   | + 22 min 30 s       |
| 13e                | Eddy Pauwels        | Belgique             | Wiel's-Groene Leeuw      | + 25 min 3 s        |
| 14e                | Francisco Gabica    | Espagne              | KAS-Kaskol               | + 26 min 44 s       |
| 15e                | Dieter Puschel      | Allemagne de l'Ouest | Wiel's-Groene Leeuw      | + 28 min 20 s       |
| 16e                | Alan Ramsbottom     | Royaume-Uni          | Pelforth-Sauvage-Lejeune | + 30 min 36 s       |
| 17e                | Miguel Pacheco      | Espagne              | KAS-Kaskol               | + 31 min 36 s       |
| 18e                | Graziano Battistini | Italie               | I.B.A.C. / Molteni       | + 32 min 6 s        |
| 19e                | François Mahé       | France               | Pelforth-Sauvage-Lejeune | + 33 min 50 s       |
| 20e                | Jean Gainche        | France               | Mercier-BP-Hutchinson    | + 35 min 38 s       |
| 21e                | Ferdinand Bracke    | Belgique             | Peugeot-BP-Englebert     | + 39 min 52 s       |
| 22e                | Victor Van Schil    | Belgique             | Mercier-BP-Hutchinson    | + 41 min 5 s        |
| 23e                | Jos Hoevenaars      | Belgique             | Peugeot-BP-Englebert     | + 42 min 22 s       |
| 24e                | Albertus Geldermans | Pays-Bas             | Saint-Raphaël-Gitane     | + 43 min 2 s        |
| 25e                | Frans Brands        | Belgique             | Faema-Flandria           | + 45 min 0 s        |
| modifier           |                     |                      |                          |                     |

### Classements annexes finals
| Classement par points, | Classement par points, | Classement par points, | Classement par points, | Classement par points, |
| ---------------------- | ---------------------- | ---------------------- | ---------------------- | ---------------------- |
|                        | Coureur                | Pays                   | Équipe                 | Point(s)               |
| 1er                    | Rik Van Looy           | Belgique               | G.B.C.-Libertas        | 275 points             |
| 2e                     | Jacques Anquetil       | France                 | Saint-Raphaël-Gitane   | 138 pts                |
| 3e                     | Federico Bahamontes    | Espagne                | Margnat-Paloma-Dunlop  | 112 pts                |
| 4e                     | Benoni Beheyt          | Belgique               | Wiel's-Groene Leeuw    | 111 pts                |
| 5e                     | José Pérez Francés     | Espagne                | Ferrys                 | 81 pts                 |
| 6e                     | Jean Gainche           | France                 | Mercier-BP-Hutchinson  | 78 pts                 |
| 7e                     | Raymond Poulidor       | France                 | Mercier-BP-Hutchinson  | 77 pts                 |
| 8e                     | Guy Ignolin            | France                 | Saint-Raphaël-Gitane   | 65 pts                 |
| 9e                     | Jean Graczyk           | France                 | Margnat-Paloma-Dunlop  | 64 pts                 |
| 10e                    | Frans Brands           | Belgique               | Faema-Flandria         | 54 pts                 |
| modifier               |                        |                        |                        |                        |

| Classement du Prix du meilleur grimpeur | Classement du Prix du meilleur grimpeur | Classement du Prix du meilleur grimpeur | Classement du Prix du meilleur grimpeur | Classement du Prix du meilleur grimpeur |
| --------------------------------------- | --------------------------------------- | --------------------------------------- | --------------------------------------- | --------------------------------------- |
|                                         | Coureur                                 | Pays                                    | Équipe                                  | Point(s)                                |
| 1er                                     | Federico Bahamontes                     | Espagne                                 | Margnat-Paloma-Dunlop                   | 147 points                              |
| 2e                                      | Raymond Poulidor                        | France                                  | Mercier-BP-Hutchinson                   | 70 pts                                  |
| 3e                                      | Guy Ignolin                             | France                                  | Saint-Raphaël-Gitane                    | 68 pts                                  |
| 4e                                      | Claude Mattio                           | France                                  | Margnat-Paloma-Dunlop                   | 51 pts                                  |
| 5e                                      | Jacques Anquetil                        | France                                  | Saint-Raphaël-Gitane                    | 47 pts                                  |
| 6e                                      | Eddy Pauwels                            | Belgique                                | Wiel's-Groene Leeuw                     | 46 pts                                  |
| 7e                                      | Guy Epaud                               | France                                  | Pelforth-Sauvage-Lejeune                | 38 pts                                  |
| 8e                                      | Renzo Fontona                           | Italie                                  | I.B.A.C. / Molteni                      | 33 pts                                  |
| 9e                                      | Armand Desmet                           | Belgique                                | Faema-Flandria                          | 29 pts                                  |
| 10e                                     | Angelino Soler                          | Espagne                                 | Faema-Flandria                          | 27 pts                                  |
| modifier                                |                                         |                                         |                                         |                                         |

#### Classement par équipes
Les coureurs de l'équipe en tête de ce classement portent une casquette jaune (représentée dans les classements par l'icône  à côté du nom de l'équipe),.
| Classement par équipes | Classement par équipes   | Classement par équipes | Classement par équipes |
|                        | Équipe                   | Pays                   | Temps                  |
| ---------------------- | ------------------------ | ---------------------- | ---------------------- |
| 1re                    | Saint-Raphaël-Gitane     | France                 | en 340 h 35 min 25 s   |
| 2e                     | Pelforth-Sauvage-Lejeune | France                 | + 36 min 49 s          |
| 3e                     | Faema-Flandria           | Belgique               | + 43 min 13 s          |
| 4e                     | Wiel's-Groene Leeuw      | Belgique               | + 59 min 3 s           |
| 5e                     | Ferrys                   | Espagne                | + 59 min 3 s           |
| 6e                     | Margnat-Paloma-Dunlop    | France                 | + 1 h 4 min 21 s       |
| 7e                     | Mercier-BP-Hutchinson    | France                 | + 1 h 24 min 34 s      |
| 8e                     | Peugeot-BP-Englebert     | France                 | + 1 h 42 min 13 s      |
| 9e                     | KAS-Kaskol               | Espagne                | + 1 h 56 min 8 s       |
| 10e                    | G.B.C.-Libertas          | Belgique               | + 2 h 5 min 26 s       |
| modifier               |                          |                        |                        |

### Évolution des classements
| Étape              | Vainqueur                | Classement général  | Classement par points | Classement de la montagne | Classement par équipes   | Classement de la combativité |
| ------------------ | ------------------------ | ------------------- | --------------------- | ------------------------- | ------------------------ | ---------------------------- |
| 1                  | Eddy Pauwels             | Eddy Pauwels        | Eddy Pauwels          | Non décerné               | G.B.C.-Libertas          | Federico Bahamontes          |
| 2a                 | Rik Van Looy             | Eddy Pauwels        | Rik Van Looy          | Non décerné               | Pelforth-Sauvage-Lejeune | Rik Van Looy                 |
| 2b                 | Pelforth-Sauvage-Lejeune | Eddy Pauwels        | Rik Van Looy          | Non décerné               | Pelforth-Sauvage-Lejeune | Rik Van Looy                 |
| 3                  | Seamus Elliott           | Seamus Elliott      | Rik Van Looy          | Non décerné               | Pelforth-Sauvage-Lejeune | Henry Anglade                |
| 4                  | Frans Melckenbeeck       | Seamus Elliott      | Rik Van Looy          | Non décerné               | Pelforth-Sauvage-Lejeune | Roland Lacombe               |
| 5                  | Antonio Bailetti         | Seamus Elliott      | Rik Van Looy          | Non décerné               | Pelforth-Sauvage-Lejeune | Antonio Bailetti             |
| 6a                 | Roger de Breuker         | Seamus Elliott      | Rik Van Looy          | Non décerné               | Pelforth-Sauvage-Lejeune | Raymond Poulidor             |
| 6b                 | Jacques Anquetil         | Gilbert Desmet      | Rik Van Looy          | Non décerné               | Saint-Raphaël-Gitane     | Raymond Poulidor             |
| 7                  | Jan Janssen              | Gilbert Desmet      | Rik Van Looy          | Non décerné               | Saint-Raphaël-Gitane     | Rik Van Looy                 |
| 8                  | Rik Van Looy             | Gilbert Desmet      | Rik Van Looy          | Non décerné               | Saint-Raphaël-Gitane     | Willy Bocklant               |
| 9                  | Pino Cerami              | Gilbert Desmet      | Rik Van Looy          | Non décerné               | Saint-Raphaël-Gitane     | André Darrigade              |
| 10                 | Jacques Anquetil         | Gilbert Desmet      | Rik Van Looy          | Federico Bahamontes       | Saint-Raphaël-Gitane     | Federico Bahamontes          |
| 11                 | Guy Ignolin              | Gilbert Desmet      | Rik Van Looy          | Federico Bahamontes       | Saint-Raphaël-Gitane     | Guy Ignolin                  |
| 12                 | André Darrigade          | Gilbert Desmet      | Rik Van Looy          | Federico Bahamontes       | Saint-Raphaël-Gitane     | Claude Mattio                |
| 13                 | Rik Van Looy             | Gilbert Desmet      | Rik Van Looy          | Federico Bahamontes       | Saint-Raphaël-Gitane     | Rik Van Looy                 |
| 14                 | Guy Ignolin              | Gilbert Desmet      | Rik Van Looy          | Federico Bahamontes       | Saint-Raphaël-Gitane     | Henry Anglade                |
| 15                 | Federico Bahamontes      | Gilbert Desmet      | Rik Van Looy          | Federico Bahamontes       | Saint-Raphaël-Gitane     | Federico Bahamontes          |
| 16                 | Fernando Manzaneque      | Federico Bahamontes | Rik Van Looy          | Federico Bahamontes       | Saint-Raphaël-Gitane     | Fernando Manzaneque          |
| 17                 | Jacques Anquetil         | Jacques Anquetil    | Rik Van Looy          | Federico Bahamontes       | Saint-Raphaël-Gitane     | Federico Bahamontes          |
| 18                 | Frans Brands             | Jacques Anquetil    | Rik Van Looy          | Federico Bahamontes       | Saint-Raphaël-Gitane     | Frans Brands                 |
| 19                 | Jacques Anquetil         | Jacques Anquetil    | Rik Van Looy          | Federico Bahamontes       | Saint-Raphaël-Gitane     | Ferdinand Bracke             |
| 20                 | Roger de Breuker         | Jacques Anquetil    | Rik Van Looy          | Federico Bahamontes       | Saint-Raphaël-Gitane     | Joseph Groussard             |
| 21                 | Rik Van Looy             | Jacques Anquetil    | Rik Van Looy          | Federico Bahamontes       | Saint-Raphaël-Gitane     | François Mahé                |
| Classements finals | Classements finals       | Jacques Anquetil    | Rik Van Looy          | Federico Bahamontes       | Saint-Raphaël-Gitane     | Rik Van Looy                 |

## Liste des coureurs
La liste ci-dessous présente les coureurs inscrits par numéro de dossard.
| Légende | Légende                                                                    | Légende | Légende                                                    |
| ------- | -------------------------------------------------------------------------- | ------- | ---------------------------------------------------------- |
| Num     | Dossard de départ porté par le coureur sur ce Tour                         | Pos     | Position à l'arrivée de la course                          |
|         | Indique un maillot de champion national ou mondial, suivi de sa spécialité | NP      | Indique un coureur qui n'a pas pris le départ de la course |
| AB      | Indique un coureur qui n'a pas terminé la course                           | HD      | Indique un coureur qui a terminé la course hors des délais |

| Saint-Raphaël-Gitane                  | Saint-Raphaël-Gitane      | Saint-Raphaël-Gitane |
| ------------------------------------- | ------------------------- | -------------------- |
| Num                                   | Coureur                   | Pos                  |
| 1                                     | Jacques Anquetil (FRA)    | 1er                  |
| 2                                     | Jean Stablinski (FRA)     | AB-16                |
| 3                                     | Seamus Elliott (NED)      | 61e                  |
| 4                                     | Pierre Everaert (FRA)     | 63e                  |
| 5                                     | Albertus Geldermans (NED) | 24e                  |
| 6                                     | Guy Ignolin (FRA)         | 37e                  |
| 7                                     | Jean-Claude Lebaube (FRA) | 4e                   |
| 8                                     | Anatole Novak (FRA)       | 59e                  |
| 9                                     | Louis Rostollan (FRA)     | AB-15                |
| 10                                    | Gérard Thiélin (FRA)      | 31e                  |
| Directeur sportif : Raphaël Géminiani |                           |                      |

| Mercier-BP-Hutchinson             | Mercier-BP-Hutchinson    | Mercier-BP-Hutchinson |
| --------------------------------- | ------------------------ | --------------------- |
| Num                               | Coureur                  | Pos                   |
| 11                                | Pierre Beuffeuil (FRA)   | 47e                   |
| 12                                | Robert Cazala (FRA)      | 30e                   |
| 13                                | Jean Gainche (FRA)       | 20e                   |
| 14                                | Alfons Hellemans (BEL)   | 60e                   |
| 15                                | Frans Melckenbeeck (BEL) | AB-9                  |
| 16                                | Jean Milesi (FRA)        | 68e                   |
| 17                                | Raymond Poulidor (FRA)   | 8e                    |
| 18                                | Simon Le Borgne (FRA)    | AB-3                  |
| 19                                | Victor Van Schil (BEL)   | 22e                   |
| 20                                | August Verhaegen (BEL)   | 74e                   |
| Directeur sportif : Antonin Magne |                          |                       |

| Faema-Flandria                    | Faema-Flandria                | Faema-Flandria |
| --------------------------------- | ----------------------------- | -------------- |
| Num                               | Coureur                       | Pos            |
| 21                                | Willy Bocklant (BEL)          | AB-16          |
| 22                                | Frans Brands (BEL)            | 25e            |
| 23                                | Armand Desmet (BEL)           | 5e             |
| 24                                | Noël Foré (BEL)               | AB-10          |
| 25                                | Antonio Gómez del Moral (ESP) | 29e            |
| 26                                | Marcel Ongenae (BEL)          | 57e            |
| 27                                | Jozef Planckaert (BEL)        | AB-12          |
| 28                                | Clément Roman (BEL)           | AB-11          |
| 29                                | Angelino Soler (ESP)          | 6e             |
| 30                                | Antonio Suárez (ESP)          | 43e            |
| Directeur sportif : Brick Schotte |                               |                |

| Wiel's-Groene Leeuw                 | Wiel's-Groene Leeuw   | Wiel's-Groene Leeuw |
| ----------------------------------- | --------------------- | ------------------- |
| Num                                 | Coureur               | Pos                 |
| 31                                  | Benoni Beheyt (BEL)   | 49e                 |
| 32                                  | Gilbert Desmet (BEL)  | AB-17               |
| 33                                  | Gilbert De Smet (BEL) | 44e                 |
| 34                                  | Daniel Doom (BEL)     | AB-17               |
| 35                                  | Hans Junkermann (RFA) | 9e                  |
| 36                                  | André Messelis (BEL)  | AB-16               |
| 37                                  | Yvo Molenaers (BEL)   | AB-17               |
| 38                                  | Eddy Pauwels (BEL)    | 13e                 |
| 39                                  | Dieter Puschel (RFA)  | 15e                 |
| 40                                  | René Van Meenen (BEL) | AB-16               |
| Directeur sportif : Albert De Kimpe |                       |                     |

| Margnat-Paloma-Dunlop          | Margnat-Paloma-Dunlop     | Margnat-Paloma-Dunlop |
| ------------------------------ | ------------------------- | --------------------- |
| Num                            | Coureur                   | Pos                   |
| 41                             | Federico Bahamontes (ESP) | 2e                    |
| 42                             | Juan Campillo (ESP)       | 46e                   |
| 43                             | André Darrigade (FRA)     | AB-16                 |
| 44                             | Jean Dotto (FRA)          | 28e                   |
| 45                             | Jean Dupont (FRA)         | AB-14                 |
| 46                             | Jean Graczyk (FRA)        | 72e                   |
| 47                             | Claude Mattio (FRA)       | 52e                   |
| 48                             | Luís Otaño (ESP)          | 38e                   |
| 49                             | Joseph Thomin (FRA)       | 62e                   |
| 50                             | Joseph Velly (FRA)        | AB-10                 |
| Directeur sportif : Raoul Rémy |                           |                       |

| Carpano                           | Carpano                    | Carpano |
| --------------------------------- | -------------------------- | ------- |
| Num                               | Coureur                    | Pos     |
| 51                                | Carlo Azzini (ITA)         | AB-16   |
| 52                                | Antonio Bailetti (ITA)     | 55e     |
| 53                                | Franco Balmamion (ITA)     | AB-3    |
| 54                                | Germano Barale (ITA)       | AB-17   |
| 55                                | Vendramino Bariviera (ITA) | AB-8    |
| 56                                | Kurt Gimmi (SUI)           | AB-17   |
| 57                                | Ottavio Cogliati (ITA)     | AB-3    |
| 58                                | Giancarlo Gentina (ITA)    | AB-12   |
| 59                                | Loris Guernieri (ITA)      | 53e     |
| 60                                | Giuseppe Sartore (ITA)     | AB-16   |
| Directeur sportif : Ettore Milano |                            |         |

| Pelforth-Sauvage-Lejeune            | Pelforth-Sauvage-Lejeune | Pelforth-Sauvage-Lejeune |
| ----------------------------------- | ------------------------ | ------------------------ |
| Num                                 | Coureur                  | Pos                      |
| 61                                  | Henry Anglade (FRA)      | 11e                      |
| 62                                  | Guy Epaud (FRA)          | 48e                      |
| 63                                  | Dick Enthoven (NED)      | 34e                      |
| 64                                  | André Foucher (FRA)      | 57e                      |
| 65                                  | Georges Groussard (FRA)  | 51e                      |
| 66                                  | Joseph Groussard (FRA)   | 64e                      |
| 67                                  | Jan Janssen (NED)        | AB-10                    |
| 68                                  | Roland Lacombe (FRA)     | AB-10                    |
| 69                                  | François Mahé (FRA)      | 19e                      |
| 70                                  | Alan Ramsbottom (GBR)    | 16e                      |
| Directeur sportif : Maurice De Muer |                          |                          |

| Ferrys                                 | Ferrys                    | Ferrys |
| -------------------------------------- | ------------------------- | ------ |
| Num                                    | Coureur                   | Pos    |
| 71                                     | Antonio Bertran (ESP)     | 35e    |
| 72                                     | Rogelio Hernández (ESP)   | 27e    |
| 73                                     | Antonio Karmany (ESP)     | 54e    |
| 74                                     | Fernando Manzaneque (ESP) | 12e    |
| 75                                     | Esteban Martin (ESP)      | 32e    |
| 76                                     | Gabriel Mas (ESP)         | 40e    |
| 77                                     | José Pérez Francés (ESP)  | 3e     |
| 78                                     | Raul Rey (ESP)            | 71e    |
| 79                                     | Julio San Emeterio (ESP)  | 75e    |
| 80                                     | Emilio Cruz (ESP)         | 41e    |
| Directeur sportif : Damián Pla Sanchis |                           |        |

| G.B.C.-Libertas                         | G.B.C.-Libertas               | G.B.C.-Libertas |
| --------------------------------------- | ----------------------------- | --------------- |
| Num                                     | Coureur                       | Pos             |
| 81                                      | Frans Aerenhouts (BEL)        | 42e             |
| 82                                      | Roger Baens (BEL)             | AB-10           |
| 83                                      | Willy Derboven (BEL)          | 76e             |
| 84                                      | Ludo Janssens (BEL)           | 39e             |
| 85                                      | Willy Schroeders (BEL)        | AB-11           |
| 86                                      | Edgard Sorgeloos (BEL)        | AB-11           |
| 87                                      | Martin Van Geneugden (BEL)    | 56e             |
| 88                                      | Rik Van Looy (BEL)            | 10e             |
| 89                                      | Guillaume Van Tongerloo (BEL) | 45e             |
| 90                                      | Huub Zilverberg (NED)         | AB-16           |
| Directeur sportif : Guillaume Driessens |                               |                 |

| I.B.A.C. / Molteni                 | I.B.A.C. / Molteni        | I.B.A.C. / Molteni |
| ---------------------------------- | ------------------------- | ------------------ |
| Num                                | Coureur                   | Pos                |
| 91                                 | Graziano Battistini (ITA) | 18e                |
| 92                                 | Danilo Ferrari (ITA)      | AB-16              |
| 93                                 | Renzo Fontona (ITA)       | 7e                 |
| 94                                 | Ernesto Minetto (ITA)     | AB-8               |
| 95                                 | Angelo Ottaviani (ITA)    | AB-8               |
| 96                                 | Giacomo Fornoni (ITA)     | AB-8               |
| 97                                 | Guido Carlesi (ITA)       | AB-14              |
| 98                                 | Giuseppe Dante (ITA)      | AB-8               |
| 99                                 | Roberto Falaschi (ITA)    | AB-16              |
| 100                                | Nello Velucchi (ITA)      | AB-3               |
| Directeur sportif : Giorgio Albani |                           |                    |

| KAS-Kaskol                             | KAS-Kaskol                  | KAS-Kaskol |
| -------------------------------------- | --------------------------- | ---------- |
| Num                                    | Coureur                     | Pos        |
| 101                                    | Antonio Barrutia (ESP)      | AB-11      |
| 102                                    | Carlos Echeverría (ESP)     | AB-3       |
| 103                                    | Sebastian Elorza (ESP)      | 36e        |
| 104                                    | Francisco Gabica (ESP)      | 14e        |
| 105                                    | Jose-Maria Lopez Cano (ESP) | AB-3       |
| 106                                    | Miguel Pacheco (ESP)        | 17e        |
| 107                                    | Manuel Martín Piñera (ESP)  | AB-3       |
| 108                                    | Valentín Uriona (ESP)       | 50e        |
| 109                                    | Juan Sanchez Camero (ESP)   | AB-3       |
| 110                                    | Eusebio Vélez (ESP)         | AB-10      |
| Directeur sportif : Dalmacio Langarica |                             |            |

| Peugeot-BP-Englebert             | Peugeot-BP-Englebert   | Peugeot-BP-Englebert |
| -------------------------------- | ---------------------- | -------------------- |
| Num                              | Coureur                | Pos                  |
| 111                              | Ferdinand Bracke (BEL) | 21e                  |
| 112                              | Pino Cerami (BEL)      | AB-17                |
| 113                              | Emile Daems (BEL)      | 67e                  |
| 114                              | Charly Gaul (LUX)      | AB-16                |
| 115                              | Jos Hoevenaers (BEL)   | 23e                  |
| 116                              | Raymond Impanis (BEL)  | 66e                  |
| 117                              | Jean Simon (BEL)       | 70e                  |
| 118                              | Henri Duez (FRA)       | 26e                  |
| 119                              | Willy Vannitsen (BEL)  | AB-9                 |
| 120                              | Rolf Wolfshohl (RFA)   | AB-4                 |
| Directeur sportif : Gaston Plaud |                        |                      |

| Solo-Terrot-Englebert            | Solo-Terrot-Englebert   | Solo-Terrot-Englebert |
| -------------------------------- | ----------------------- | --------------------- |
| Num                              | Coureur                 | Pos                   |
| 121                              | Jaak De Boever (BEL)    | AB-14                 |
| 122                              | Roger de Breuker (BEL)  | 73e                   |
| 123                              | Arthur Decabooter (BEL) | AB-11                 |
| 124                              | Henri De Wolf (BEL)     | 33e                   |
| 125                              | Marcel Janssens (BEL)   | AB-6a                 |
| 126                              | Robert Lelangue (BEL)   | 69e                   |
| 127                              | Louis Proost (BEL)      | 65e                   |
| 128                              | Marcel Seynaeve (BEL)   | AB-14                 |
| 129                              | Michel Van Aerde (BEL)  | AB-16                 |
| 130                              | Jozef Wouters (BEL)     | AB-2a                 |
| Directeur sportif : Robert Naeye |                         |                       |